# Indestructible (Rancid-album)
Indestructible är ett musikalbum av punkrockbandet Rancid, släppt den 19 augusti 2003. Det producerades av Brett Gurewitz och gavs ut på skivbolaget Hellcat.

## Låtlista
1. "Indestructible" - 1:36
2. "Fall Back Down" - 3:43
3. "Red Hot Moon" - 3:36
4. "David Courtney" - 2:44
5. "Start Now" - 3:05
6. "Out of Control" - 1:41
7. "Django" - 2:25
8. "Arrested in Shanghai" - 4:11
9. "Travis Bickle" - 2:16
10. "Memphis" - 3:25
11. "Spirit of '87" - 3:22
12. "Ghost Band" - 1:37
13. "Tropical London" - 3:01
14. "Roadblock" - 1:58
15. "Born Frustrated" - 2:56
16. "Back Up Against the Wall" - 3:20
17. "Ivory Coast" - 2:19
18. "Stand Your Ground" - 3:24
19. "Otherside" - 1:52